# Nazionale olimpica di calcio della Gran Bretagna
La Nazionale di calcio di Gran Bretagna è la rappresentativa calcistica del Regno Unito che rappresenta l'omonimo stato ai Giochi olimpici. Le rappresentative delle quattro Home Nations del Regno Unito (Galles, Inghilterra, Irlanda del Nord e Scozia) non possono partecipare ai Giochi olimpici in quanto il Comitato Olimpico Internazionale non riconosce le singole federazioni regionali del Regno Unito, dato che il suo referente è il Comitato olimpico britannico. Per questa ragione una qualsivoglia selezione nazionale britannica che si voglia iscrivere al torneo calcistico olimpico è tenuta a farlo sotto l'insegna della Gran Bretagna.

## Statistiche dettagliate sui tornei internazionali
Nota bene: come previsto dai regolamenti FIFA, le partite terminate ai tiri di rigore dopo i tempi supplementari sono considerate pareggi.

### Giochi olimpici
| Anno | Luogo             | Piazzamento             | V | N | P | Gol  |
| ---- | ----------------- | ----------------------- | - | - | - | ---- |
| 1952 | Helsinki          | Turno di qualificazione | 0 | 0 | 1 | 3:5  |
| 1956 | Melbourne         | Quarti di finale        | 1 | 0 | 1 | 10:6 |
| 1960 | Roma              | Primo turno             | 1 | 1 | 1 | 8:8  |
| 1964 | Tokyo             | Non qualificata         | - | - | - | -    |
| 1968 | Città del Messico | Non qualificata         | - | - | - | -    |
| 1972 | Monaco di Baviera | Non qualificata         | - | - | - | -    |
| 1976 | Montréal          | Non partecipante        | - | - | - | -    |
| 1980 | Mosca             | Non partecipante        | - | - | - | -    |
| 1984 | Los Angeles       | Non partecipante        | - | - | - | -    |
| 1988 | Seul              | Non partecipante        | - | - | - | -    |
| 1992 | Barcellona        | Non partecipante        | - | - | - | -    |
| 1996 | Atlanta           | Non partecipante        | - | - | - | -    |
| 2000 | Sydney            | Non partecipante        | - | - | - | -    |
| 2004 | Atene             | Non partecipante        | - | - | - | -    |
| 2008 | Pechino           | Non partecipante        | - | - | - | -    |
| 2012 | Londra            | Quarti di finale        | 2 | 2 | 0 | 6:3  |
| 2016 | Rio de Janeiro    | Non partecipante        | - | - | - | -    |
| 2020 | Tokyo             | Non partecipante        | - | - | - | -    |

## Rosa 2012
Lista dei 18 giocatori convocati per i Giochi olimpici di Londra 2012.
Presenze e reti aggiornate al 4 agosto 2012.
| 1  | P | Jack Butland     | 10 marzo 1993 (19 anni)     | 5 | -5 | Birmingham City |  |  |
| 18 | P | Jason Steele     | 18 agosto 1990 (21 anni)    | 1 | 0  | Middlesbrough   |  |  |
|    |   |                  |                             |   |    |                 |  |  |
| 2  | D | Neil Taylor      | 7 febbraio 1989 (23 anni)   | 5 | 0  | Swansea City    |  |  |
| 3  | D | Ryan Bertrand    | 5 agosto 1989 (22 anni)     | 4 | 0  | Chelsea         |  |  |
| 5  | D | Steven Caulker   | 29 dicembre 1991 (20 anni)  | 5 | 0  | Tottenham       |  |  |
| 6  | D | Craig Dawson     | 6 maggio 1990 (22 anni)     | 3 | 0  | West Bromwich   |  |  |
| 12 | D | James Tomkins    | 29 marzo 1989 (23 anni)     | 2 | 0  | West Ham Utd    |  |  |
| 14 | D | Micah Richards   | 24 giugno 1988 (24 anni)    | 5 | 0  | Manchester City |  |  |
|    |   |                  |                             |   |    |                 |  |  |
| 4  | C | Danny Rose       | 2 luglio 1990 (22 anni)     | 4 | 0  | Tottenham       |  |  |
| 7  | C | Tom Cleverley    | 12 agosto 1989 (22 anni)    | 5 | 0  | Manchester Utd  |  |  |
| 8  | C | Joe Allen        | 14 marzo 1990 (22 anni)     | 5 | 0  | Swansea City    |  |  |
| 11 | C | Ryan Giggs (c)   | 29 novembre 1973 (38 anni)  | 4 | 1  | Manchester Utd  |  |  |
| 13 | C | Jack Cork        | 25 giugno 1989 (23 anni)    | 4 | 0  | Southampton     |  |  |
| 15 | C | Aaron Ramsey     | 26 dicembre 1990 (21 anni)  | 5 | 1  | Arsenal         |  |  |
| 16 | C | Scott Sinclair   | 25 marzo 1989 (23 anni)     | 4 | 1  | Swansea City    |  |  |
|    |   |                  |                             |   |    |                 |  |  |
| 9  | A | Daniel Sturridge | 1º settembre 1989 (22 anni) | 5 | 2  | Chelsea         |  |  |
| 10 | A | Craig Bellamy    | 13 luglio 1979 (33 anni)    | 5 | 1  | Liverpool       |  |  |
| 17 | A | Marvin Sordell   | 17 febbraio 1991 (21 anni)  | 3 | 0  | Bolton          |  |  |

## Tutte le rose

### Giochi olimpici
Calcio ai Giochi Olimpici Estivi 19521 Bennett, 2 Brown, 3 Charlton, 4 Stewart, 5 Stratton, 6 Yenson, 7 Topp, 8 Hastie, 9 Fuller, 10 Saunders, 11 Robling, 12 Hardisty, 13 McGarry, 14 Noble, 15 Lewis, 16 Holmes, 17 Grierson, 18 Slater, 19 Robb, 20 Pawson, CT: Winterbottom
Calcio ai Giochi Olimpici Estivi 19561 Adams, 2 Bromilow, 3 Coates, 4 Dodkins, 5 Farrer, 6 Hardisty, 7 Laybourne, 8 Lewin, 9 Lewis, 10 Pinner, 11 Prince, 12 Robinson, 13 Sharratt, 14 Stoker, 15 Topp, 16 Twissell, CT: Creek
Calcio ai Giochi Olimpici Estivi 1960P Pinner, P Wakefield, D Greenwood, D Holt, D McKinven, D Neil, D Thompson, C La. Brown, C Le. Brown, C Coates, C Forde, C Sleap, A Barr, A B. Brown, A Devine, A Hasty, A Howard, A Lewis, A Lindsay, CT: Creek
Calcio ai Giochi Olimpici Estivi 20121 Butland, 2 Taylor, 3 Bertrand, 4 Rose, 5 Caulker, 6 Dawson, 7 Cleverley, 8 Allen, 9 Sturridge, 10 Bellamy, 11 Giggs, 12 Tomkins, 13 Cork, 14 Richards, 15 Ramsey, 16 Sinclair, 17 Sordell, 18 Steele, CT: Pearce
NOTA: Per le informazioni sulle rose precedenti al 1952 visionare la pagina della Nazionale maggiore.